# رون أوليفر
رون أوليفر هو كاتب وكاتب سيناريو ومنتج تلفزيوني ومخرج كندي، ولد في القرن العشرين في كندا.

## وصلات خارجية
- رون أوليفر على موقع IMDb (الإنجليزية)
- رون أوليفر على موقع ألو سيني (الفرنسية)
- رون أوليفر على موقع أول موفي (الإنجليزية)
- رون أوليفر على موقع قاعدة بيانات الأفلام السويدية (السويدية)
- رون أوليفر على موقع قاعدة بيانات الفيلم (الإنجليزية)
- رون أوليفر على موقع كينوبويسك (الروسية)